# マーヴィン・ストーン

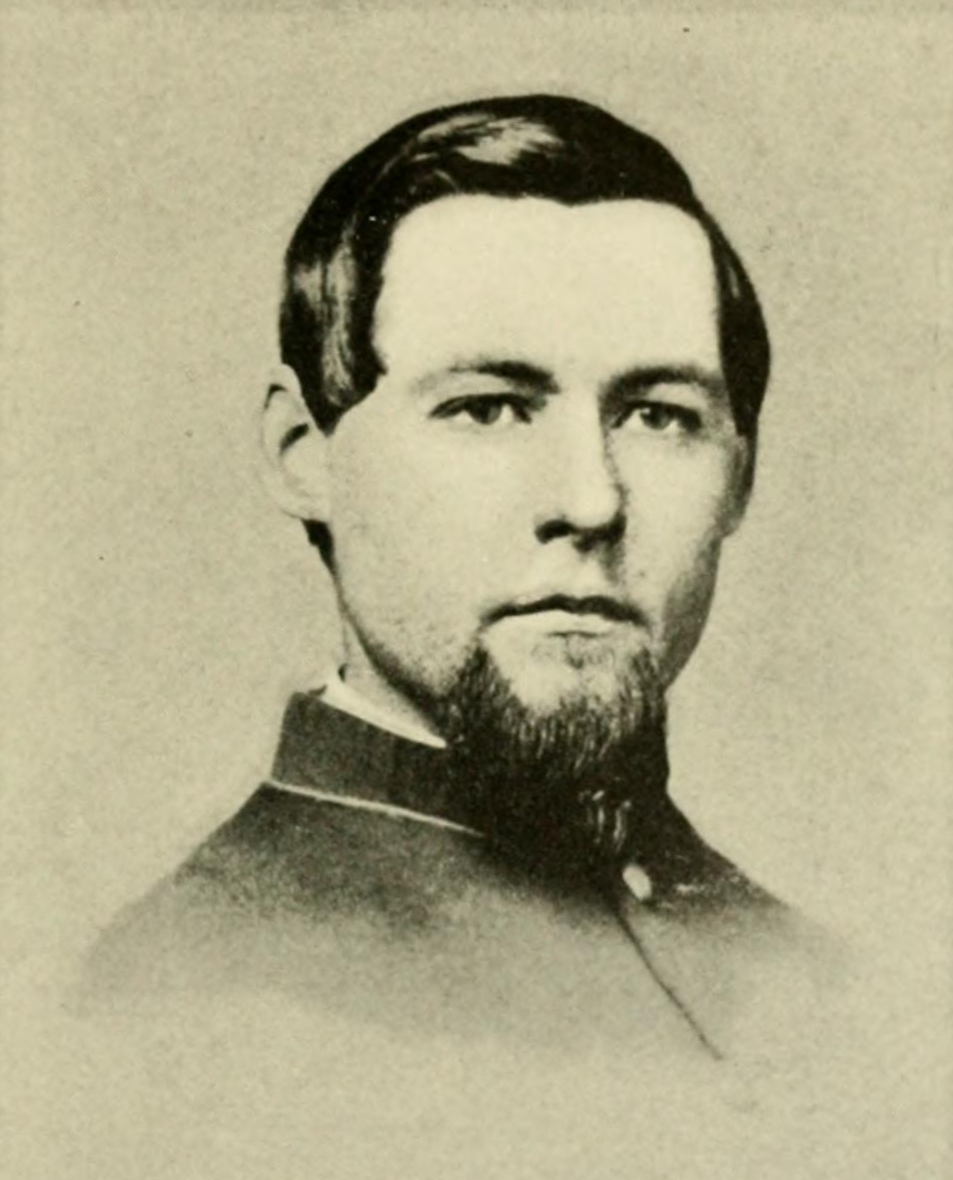
南北戦争中のストーン

マーヴィン・チェスター・ストーン（Marvin Chester Stone、1842年4月4日 - 1899年5月17日）は、アメリカ合衆国の発明家である。飲用ストローの発明者としてよく知られる。

## 前半生
ストーンは1842年にオハイオ州ポーテージ郡に生まれた。発明家の息子として少年時代に多くの有用な物品を作った。彼の教科課程は南北戦争によって中断されたものの、オーバリン大学を卒業した。南北戦争中、ストーンは第七オハイオ歩兵連隊に属していた。彼はルックアウト・マウンテンの戦いで負傷した後、古兵予備軍団としてワシントンD.C.に移動した。
大学ののち、ストーンは神学課程を専攻したが、諦めワシントンD.C.で数年間新聞通信員として働いた。

## 経歴

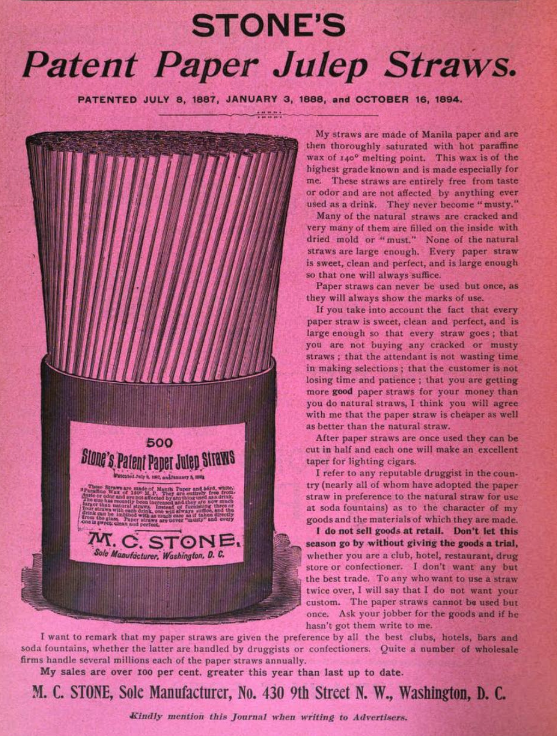
ストーンの紙ストローの広告、1895年

ストーンの発明者としての経歴は紙のシガレットホルダーを作る機械を製作することからはじめた。ストーンは、アメリカン・タバコ・カンパニーとの契約を確保し、同社のカメオ・ブランドのためのシガレットホルダーを生産するためワシントンD.C.に工場を開設した。
後に、ストーンは近代の飲用ストローを開発した。この発明以前は天然の麦わらがストローとして利用されていたが、これは飲料に望ましくない草の風味を与えた。この問題を解決するため、ストーンは紙片を鉛筆に巻き、その両端を接着して、最初の飲用ストローの原型を作った。彼は次にパラフィンワックスをコートしたマニラ紙で実験した。ストーンのストローは長さは8.5インチ（約21.59センチメートル）で、直径は種のような物が管に詰まらないだけの大きさであった。
ストーンは1888年1月3日に、紙製の「人造ストロー」の特許を取得した。1890年までに、ストーンの工場は、シガレット・ホルダーよりも飲用ストローを多く生産していた。
ストーンは他にも万年筆の一種や傘など、多数の発明をしている。

## 慈善
ストーンは、ストローの発明から生じた利益を、さまざまな慈善事業に使用した。彼は、大図書室、音楽室、会合室およびダンシング・フロアがついた女性被雇用者用の下宿の提供や、知り合いとワシントンD.C.のアフリカ系アメリカ人の住民のために2ブロックのテナント・ハウスを建てるなどの慈善活動を行った。

## 私生活
ストーンは、ジェーン・「ジェニー」・プラットと結婚した。
1899年5月17日に、長い闘病の末、ワシントンD.C.のコロンビア・ロードにある自宅で死亡した。遺体はメリーランド州ボルチモアのグリーン・マウント共同墓地に埋葬された。